# Concerto pour piano no 2 de Liszt

Le Concerto pour piano no 2 en la majeur S. 125 de Franz Liszt, a été achevé en 1861. Il a été créé le 7 janvier 1857 à Weimar sous la direction de Liszt, un de ses élèves Hans Bronsart von Schellendorff étant au clavier.
Il consiste en six mouvements enchaînés. Moins connu que le Concerto pour piano no 1, il n'en reste pas moins l'une de ses œuvres les plus célèbres.

## Histoire
Liszt a écrit une première version de ce concerto pendant sa période virtuose entre 1839 et 1840. Il l'a ensuite laissé de côté pendant une dizaine d'années avant de le réécrire plusieurs fois. La quatrième et dernière version fut terminée en 1861.
Comme pour son premier concerto, Liszt a énormément remanié les parties de piano.

### Concerto symphonique
Dans ses manuscrits Liszt avait appelé cette pièce « Concerto symphonique », un titre emprunté à Henry Litolff et ses concertos symphoniques dont le concept de base appelé transformation thématique est de développer des thèmes très divers à partir d'une mélodie originelle.

## Structure
Ce concerto dure environ 20 minutes. Il est formé d'un seul mouvement divisé en six parties.

### Adagio sostenuto assai
Le principal thème musical du concerto est exposé dès le début.

### Allegro agitato assai
C'est techniquement le scherzo du concerto. Il commence en si bémol mineur pour finir en do dièse mineur.

### Allegro moderato
Cette partie d'un grand lyrisme avance d'un pas tranquille. Elle présente une métamorphose du thème d'ouverture jouée par un violoncelle solo accompagné par le piano.

### Allegro deciso
Très virulent, ce passage virtuose est une sorte de dialogue hargneux entre le piano et l'orchestre.

### Marziale un poco meno allegro
Cette marche permet de revenir à la tonalité du début, la majeur, dont le morceau s'était bien éloigné jusque-là.

## Arrangements
Le pianiste Cyprien Katsaris a réalisé une transcription pour piano seul du concerto.